# آرایه نمایش تصویر
آرایه نمایش تصویر (به انگلیسی: Video Graphics Array) (اختصاری VGA) یک کنترلر نمایش‌گر ویدئویی و استاندارد نمایش تصویر رایانه به‌صورت آنالوگ است، که نخست در سال ۱۹۸۷ توسط آی‌بی‌ام به بازار آمد. درحالی‌که آن در بعضی مواقع جز در بازار رایانه جیبی موقعی که آن داشت به استاندارد جدیدی تبدیل می‌شد، منسوخ بوده‌است، آن آخرین استاندارد گرافیکی بود که اکثریت تولیدکنندگان تصمیم به ادامه تولید آن گرفته و باعث شد کمترین تعدادی باشد که همه سخت‌افزار گرافیکی رایانه نخست از آن پیروی کند و به‌عنوان یک درایور مختص یک دستگاه مورد توجه قرار گرفت. برای مثال، تصاویر جالب ویندوز مایکروسافت درحالی‌که دستگاه هنوز در حالت VGA کار می‌کرد ظاهر شد که آن به این دلیل بود که این تصویر همیشه در دقت پایین و عمق رنگ کاسته شده، ظاهر می‌شد.
VGA اغلب برای رسیدن به دقت ۴۸۰x۶۴۰ صرف نظر از سخت‌افزاری که تصویر را تولید می‌کرد، مورد استفاده قرار می‌گرفت. ممکن است اشاره به رابط VGA ۱۵ پین خیلی کوچک کلاس D نماید که هنوز به‌طور گسترده برای انتقال سیگنال‌های ویدئوی آنالوگ در تمامی وضوح‌ها مورد استفاده قرار می‌گیرد.
VGA به‌طور رسمی توسط استاندارد XGA آی‌بی‌ام جایگزین شد اما آن در حقیقت توسط چندین الحاقات اضافی به VGA توسط تولیدکنندگان کپی جایگزین شد که به نام Super VGA معروف است.

## جزئیات فنی
VGA به‌عنوان یک آرایه به‌جای یک آداپتور در نظر گرفته شده‌است چون آن از آغاز به عنوان یک تک چیپ اجرا شد و جایگزین موتورولا ۶۸۴۵ و چند جین از چیپ‌های منطقی گسسته در برگیرنده بورد ISA تمام طول شد که در MDA, CGA و EGA به کار می‌رفت. همچنین به آن این امکان را داد تا مستقیماً در یک مادربرد رایانه با کمترین دشواری جایگزین گردد. (آن فقط نیازمند حافظه ویدئو، تنظیم شفافیت و یک RAMDAC خارجی است) و مدل‌های اولیه PS/۲ آی بی ام با VGA بر روی مادربرد مجهز شدند.

## حالت‌های متن استاندارد
حالت‌های متن الفبا-عددی استاندارد برای VGA از سلول‌های متن ۲۵x۸۰ یا ۲۵x۴۰ استفاده می‌نماید. هر سلول ممکن است از یک یا ۱۶ رنگ در دسترس، برای پیش زمینه و ۸ رنگ برای پس زمینه انتخاب نماید. که ۸ رنگ پس زمینه این امکان را دارند که بدون بیت با شدت بالا باشند. همچنین هر کاراکتر ممکن است قابل چشمک زدن باشد، درصورت بودن همه کاراکترها در وضعیت چشمک زدن، آن‌ها با هم هماهنگ خواهند بود. گزینه چشمک زدن برای کل صفحه ممکن است برای توانایی جهت انتخاب رنگ پس زمینه برای هر سلول از میان همه ۱۶ رنگ قابل رد و بدل باشد. همه این گزینه‌ها همانگونه که آن‌ها در آداپتور CGA (آداپتور گرافیکی رنگ) توسط آی بی ام معرفی شده‌است، یکسان می‌باشند.

آداپتورهای VGA معمولاً هم از حالت تک رنگ و هم حالت متن پشتیبانی می‌کنند، هرچند که حالت تک رنگ تقریباً دیگر هرگز استفاده نمی‌شود. متن سیاه و سفید اخیراً در همه آداپتورهای VGA پیشرفته با استفاده از متن رنگی خاکستری در یک پس زمینه سیاه در حالت رنگی ترسیم می‌گردد. مونیتورهای VGA تک رنگ فروخته شده‌اند (به منظور برنامه‌های متنی) اما بیشتر آن‌ها حداقل به حد کافی با یک آداپتور VGA در حالت رنگی کار خواهند کرد. بعضی اوقات یک ارتباط خطا بین یک نمایشگر رایانه پیشرفته و کارت ویدئویی ممکن است باعث شود بخش VGA کارت مونیتور را به‌عنوان یک مونیتور تک‌رنگ در نظر بگیرد و این باعث می‌شود بایوس و بوت اولیه در حالت خاکستری ظاهر شوند. معمولاً وقتی درایورهای کارت ویدئو بارگذاری می‌شوند (به‌طور مثال توسط پیوستگی بوت به سیستم‌عامل) آن‌ها این تشخیص را لغو کرده و مونیتور به حالت رنگی بازمی‌گردد.
در حالت متن رنگی، هر کاراکتر صفحه واقعاً توسط دو بایت ظاهر می‌گردند. پایین‌ترین یا بایت کاراکتر، کاراکتر واقعی برای مجموعه کاراکتر حاضر است و بالاترین یا بایت مشخصات یک بیت مورد استفاده برای مشخصات ویدئوی مختلف همچون رنگ، حالت چشمک زدن، مجموعه کاراکتر و غیره است. این طرح جفت بایتی از آن جمله خصوصیاتی است که سرانجامVGA از CGA به ارث می‌برد.

## جدول رنگی VGA
سیستم رنگ VGA سازگار با آداپتورهای EGA (وفق دهنده نگاره‌سازی پیشرفته) و CGA (آداپتور گرافیکی رنگی) است. و دیگر لایه پیکربندی را بیش از همه اضافه می‌نماید. CGA قادر به نمایش تا ۱۶ رنگ بوده و EGA این را با این امکان که هر ۱۶ رنگ از یک جدول رنگ ۶۴ تایی انتخاب شده باشند گسترش داد. (این ۶۴ رنگ از دو بیت برای قرمز، سبز و آبی تشکیل شده‌است: ۲ بیت x سه کانال= ۶۴ مقدار مختلف) VGA بعدها این طرح را با افزایش جدول EGA از ۶۴ مورد به ۲۵۶ مورد گسترش داد اما برای حفظ همسازی فقط ۶۴ ورودی از ۲۵۶ ورودی کامل می‌توانستند در هر زمان قابل انتخاب باشند، در بلوک‌های ۶۴ تایی (به عبارت دیگر ۶۴ ورودی نخست، یا ۶۴ ورودی دوم و غیره). این مورد برای چهار جدول EGA کامل این امکان را می‌دهد تا در سخت‌افزار VGA در یک زمان نگهداری شوند و ممکن است برای سوئیچ سریع بین این جدول‌ها این امکان به رنگ‌ها داده شوند تا در صفحه تقریباً فوراً تغییر یابند.

به‌علاوه برای جدول ۲۵۶ ورودی سبک EGA گسترش یافته، هر یک از ۲۵۶ ورودی می‌توانند با مقدار رنگ اختیاری از طریقDAC (مبدل عددی به قیاسی) VGA تعیین شوند. این هدف جدول EGA را تا حدی تغییر داده همانگونه که تحت EGA آن یک روش انتخاب هر رنگ ممکن با استفاده از فقط دو بیت در هر کانال بوده اما تحت VGA آن یک جدول مراجعه ۶۴ ورودی ساده است، مقادیری که می‌تواند به‌طور اختیاری تغییر یابند – ورودی‌ها می‌توانند به سادگی تغییر یابند، بنابراین آن‌ها نه بیشتر، سیستم EGA را جایی که پایین‌ترین دو بیت در شاخص مقدار قرمز را در رنگ نمایش می‌دهند، انعکاس می‌دهد.

طرح VGA ۶ بیت در کانال استفاده شده‌است (بیشتر از هر دو بیت EGA در هر کانال) وقتی یک ورودی در آرایه تغییر می‌یابد، ارائه یک کل از ۶۳ سطوح شدت مختلف برای قرمز، سبز یا آبی در ۲۶۲۱۴۴ رنگ ممکن نتیجه می‌دهد و هر ۲۵۶ رنگ که می‌توانند به جدول تعیین شده باشند (و بنوبت به‌واسطهٔ هر ۲۵۶، هر ۱۶ تای آن‌ها می‌توانستند در حالت‌های ویدئوی CGA نمایش داده شوند)

اما این روش به رنگ‌های VGA جدید این امکان را داده‌اند تا در حالت‌های گرافیکی CGA و EGA مورد استفاده قرار گیرند و این نکته را داشته باشند که چگونه سیستم‌های جدول مختلف باهم می‌باشند – مثلاً برای قرار دادن رنگ متن جهت قرمز تیره در حالت متن، آن نیاز به قرار داده شدن در یکی از رنگ‌های CGA دارد (برای مثال رنگ #۷ به‌طور پیش فرض، خاکستری روشن). این رنگ سپس به یک رنگ در جدول EGA ترسیم می‌شود – در وضعیت رنگ ۷ CGA، آن به ورودی ۴۲ جدول EGA ترسیم می‌شود. مبدل عددی به قیاسی VGA باید سپس برای تغییر رنگ ۴۲ به قرمز تیره پیکر بندی شده و سپس فوراً هر رنگ نمایش داده شده در صفحه در رنگ خاکستری روشن، قرمز تیره (رنگ ۷ CGA) تبدیل خواهند شد. این ویژگی اغلب در بازی‌های مبدل عددی به قیاسی VGA وقتی که آن‌ها نخست بارگذاری می‌شوند، توسط محوسازی هموار صفحه متن به مشکی مورد استفاده قرار می‌گیرند.

درحالی‌که حالت‌های CGA و EGA فقط امکان نمایش ۱۶ رنگ را در هر زمان دارند، دیگر حالت‌های VGA همچون حالت مورد استفاده گسترده ۱۳ امکان نمایش ۲۵۶ ورودی جدول را در صفحه در هر زمان دارند و بنابراین در این حالت‌ها ۲۵۶ رنگ می‌توانند خارج از ۲۶۲۱۴۴ رنگ دردسترس نمایش داده شوند.

## جزئیات آدرس دهی
حافظه ویدئوی VGA به حافظه رایانه از طریق یک پنجره در بازه بین بخش‌های ۰xA۰۰۰ و ۰xC۰۰ در فاصله آدرس دهی حالت واقعی رایانه تعیین می‌گردند. معمولاً این بخش‌های آغازین عبارتند از:

۰xA۰۰۰ برای حالت‌های گرافیکی EGA/VGA (۶۴ کیلوبایت)

۰xB۰۰۰ برای حالت متن تک رنگ (۳۲ کیلوبات)

۰xB۸۰۰ برای حالت متن رنگی و حالت‌های گرافیکی سازگار با CGA(۳۲ کیلوبایت)

به جهت استفاده از تعیین آدرس مختلف برای حالت‌های متفاوت، داشتن یک آداپتور نمایش تک رنگ امکان‌پذیر است و آداپتور رنگ همچون VGA, EGA یا CGA بر روی دستگاه مشابهی نصب گردید. در اوایل دهه ۸۰، معمولاً برای نمایش صفحات گسترده Lotus]] ۱-۲-۳]]در متن با دقت بالا بر روی یک نمایشگر MDA (آداپتور نمایش تک رنگ) مورد استفاده قرار می‌گرفت و گرافیک بر روی یک نمایشگر CGA (آداپتور گرافیکی رنگی) با دقت پایین مرتبط می‌ساختند. خیلی از برنامه‌ها همچنین از چنین تنظیمی با کارت تک رنگ که اطلاعات اشکال زدائی را هنگامی که یک برنامه در حالت گرافیک بر روی کارت دیگر کار می‌کرد، مورد اسفاده قرار می‌دادند. چند اشکال یاب، همچون Borland's Turbo, D۸۶(توسط Alan J. Cox) و CodeView مایکروسافت می‌توانستند در یک برنامه مونیتور دوتایی کار کنند. هر دوی آن‌ها می‌توانستند در ویندوز کار کنند. همچنین درایورهای DOS(سیستم‌عامل دیسک) مثل ox.sys که یک شبیه‌سازی رابط سری را بر روی نمایشگر MDA اجرا می‌کرد، وجود داشتند، برای مثال به کاربر این امکان را می‌دادند تا پیام‌های از کار افتادن سیستم را از نسخه‌های اشکال یاب ویندوز بدون استفاده از یک ترمینال سری واقعی دریافت نماید. آن همچنین استفاده از دستور حالت تک رنگ را در محیط داس برای مسیر دهی دوباره خروجی به نمایشگر تک رنگ ممکن می‌ساخت. وقتی یک آداپتور نمایش تک رنگ وجود نداشت آن برای استفاده در فضای آدرس ۰xB000 – 0xB7FF همچنان‌که حافظه اضافی برای برنامه‌های دیگر بود، امکان‌پذیر بود. (برای مثال با اضافه نمودن خط «DEVICE=EMM386.EXE I=B000-B7FF» در فایل config.sys این حافظه می‌توانست برای برنامه‌هایی که می‌توانند بارگذاری بالا داشته باشند – در حافظه سطح بالا بارگذاری شوند).

## ترفندهای برنامه‌نویسی
یک تکنیک فاقد مستندات اما عمومی به نام Mode X(نخست توسط Micheal Abrash) برای دردسترس ساختن تکنیک و دقت‌های گرافیکی غیر محتمل در حالت استاندارد ۱۳ مورد استفاده قرار گرفت. این توسط آزادسازی حافظه VGA ۲۵۶ به چهار سطح مجزا که همه ۲۵۶ کیلوبایت VGA RAM را در حالت‌های ۲۵۶ رنگ در دسترس قرار می‌دهد، انجام شد. یک تبدیل برای پیچیدگی بالا و فقدان کارایی در بعضی انواع دقت‌های گرافیکی بود، اما توسط دیگر عامل‌ها سریعتر در وضعیت‌های آشکار تخفیف داده شد:

- پر کردن چند ضلعی تک رنگ می‌توانست به خاطر توانایی قراردادن چهار پیکسل با یک نوشتن در سخت‌افزار سریع‌تر باشد.

- آداپتور ویدئو می‌توانست در کپی بخش‌های RAM ویدئو کمک نماید که گاهی سریعتر از این با یک CPU کند همچون ۸۰۸۸ یا ۸۰۲۸۶ انجام می‌شد.

- چند حالت نمایش دقت بالا این امکان را به وجود می‌آورد که: در ۱۶ رنگ ۵۲۸x704, 552736, 576x۷۶۸، و حتی ۶۰۰x۸۰۰. نرم‌افزار همچون Xlib (یک کتابخانه گرافیک VGA برای زبان C در اوایل دهه ۹۰) و ColoRIX (یک برنامه گرافیکی ۲۵۶ رنگ) همچنین حالت‌های ۲۵۶ رنگ پیچیده را با استفاده از ترکیبات ستون‌های ۲۵۶، ۳۲۰ و ۳۶۰ پیکسل و ردیف‌های ۲۰۰، ۲۴۰، ۲۵۶، ۴۰۰، و ۴۸۰ خط (آخرین حد از ۴۰۰x۶۴۰ شروع کند که تقریباً بایت در دسترس RAM ویدئوی ۲۵۶ VGA را مورد استفاده قرار می‌داد). اما ۲۴۰*۳۲۰ بهترین و شناخته شده‌ترین بود که مورد استفاده قرار می‌گرفت و آن معمولاً در دقت نسبت ۴:۳ با پیکسل‌های مربعی بود.

- استفاده از چند صفحه ویدئو در سخت‌افزار به برنامه‌نویس این امکان را می‌داد تا روش میانگین مضاعف را که در همه حالت‌های ۱۶ رنگ VGA در دسترس بود و استفاده از حالت ذخیره ۱۳ امکان‌پذیر نبود اجرا نماید.

گاهی نرخ تجدید صفحه مونیتور باید برای تطبیق این حالت‌ها و افزایش کشش چشم کاهش داده می‌شد. آن‌ها همچنین با دیگر مونیتورهای قدیمی ناسازگار بودند و مشکلات نمایش شامل: ناپدید شدن جزئیات تصویر مثل از دست دادن متن، چشمک زدن، فهرست عمودی و فقدان کاراکتر همگام افقی بسته به حالت انجام می‌گرفت، بود. بدین دلیل بیشتر تنظیمات VGA در محصولات تجاری که محدود به ترکیبات مونیتور ایمن بودند، همچون ۴۰۰x۳۲۰ (دقت دوبرابر، دو صفحه مونیتور)، ۲۴۰x۳۲۰ (پیسکل‌های مربعی، سه صفحه ویدئو) و ۴۸۰x۳۶۰ (بالاترین دقت سازگار با مونیتورهای VGA استاندارد، یک صفحه ویدئو) مورد استفاده قرار می‌گرفتند.

## اشعه X: درون کارت‌های ویدئو
بدون یک کارت ویدئو، مونیتور شما قادر به ایجاد تصاویر فرستاده شده از نرم‌افزاری که استفاده می‌نمایید، ناست. یک ویدئو کارت، اطلاعات دیجیتالی را مستقیماً از CPU رایانه دریافت می‌نماید و آن را به اطلاعاتی که مونیتور بتواند از آن‌ها استفاده نماید، تبدیل می‌کند. مونیتورهای CRT(لامپ اشعه کاتدیک) نیاز به اطلاعات آنالوگ برای شکل‌دهی به تصاویر دارند، یعنی کارت ویدئو باید اطلاعات دیجیتال را به یک سیگنال آنالوگ تبدیل نماید. از طرف دیگر، ال‌سی‌دی‌ها (نمایشگرهای کریستال مایع) نیاز به یک سیگنال دیجیتال برای شکل‌دادن به تصاویر دارند. بیشتر آن‌ها یک سیگنال آنالوگ را می‌پذیرند و مسئولیت تبدیل آن سیگنال به اطلاعات دیجیتال را که به آن نیاز دارند را به عهده می‌گیرند. اما بیشتر LCDها اکنون دارای دو ورودی (آنالوگ و دیجیتال) می‌باشند که روشی را برای کارت‌های ویدئو در دسترس قرار می‌دهند که سیگنال‌های دیجیتال را دست نخورده و سریع به یک نمایش ویدئویی با کمترین افت تبدیل می‌کنند. برای داشتن یک نگاه دقیق تر دربارهٔ اینکه کارت ویدئویی چه کاری انجام می‌دهد، ما کارت ویدئوی GeForse۳ از شرکت VisionTek را مورد بررسی قرار دادیم.

## RAMADAC
یک کارت ویدئوی RAMDAC(مبدل دیجیتال به آنالوگ RAM) حافظه مورد استفاده خصوصاً برای تبدیل یک سیگنال دیجیتال به یک سیگنال آنالوگ قابل استفاده در مونیتورها و بیشتر LCDها است. سرعت RAMDAC نرخ تجدید صفحه را کنترل می‌کند که تعداد دفعات در ثانیه است و در مقیاس Hertz]] (Hz]]) هرتز مورد اندازه‌گیری قرار می‌گیرد و نمایشگر توانایی پویش صفحه را دارد. در یک دقت ۱۰۲۴x۷۶۸ یک RAMDAC باید قادر به ایجاد ۱۰۳٫۸ میلیون پیکسل در ثانیه برای رسیدن به یک نرخ تجدید صفحه ۷۲ هرتز باشد که نرخ تجدید صفحه برای دیده شدن توسط چشم‌ها آسان باشد (یک نرخ تجدید صفحه پایین‌تر می‌تواند باعث چشمک زدن تصویر گردد). سرعت RAMDAC امروزی نوعاً در حدود ۳۵۰ مگاهرتز است و می‌تواند نرخ‌های تجدید صفحه تا ۲۰۰ هرتز را پشتیبانی نماید.

## RAM (حافظه با قابلیت دسترسی تصادفی)
یک حافظه کارت ویدئویی در بیشتر موارد کار حافظه رایانه شما را انجام می‌دهد، اما آن به چیپ گرافیک در روش‌های ویژه کمک می‌کند. آن داده‌ها را و رنگ هر پیکسل در یک عکس را تعیین می‌نماید، نگهداری می‌کند، همچنین اطلاعات بافت مورد استفاده در ایجاد گرافیک سه بعدی. ویدئو کارت در این مثال از DDR-SDRAM (حافظه پویای هم‌زمان با دو نرخ داده) استفاده می‌نماید که به حافظه‌های معمول در کارت‌های ویدئو تبدیل شده‌است. SDRAM یا CPU کامپیوتر هم‌زمان شده و در یک سرعت ۱۳۳ مگاهرتز کار می‌کند. DDR-SDRAM قابلیت انتقال دو داده تهیه شده توسط SDRAM ساده را دارد چون آن دو دستورالعمل در هر سیکل را اجرا می‌نماید.
برای ذخیره‌سازی تصویر و سپس ارسال آن به مانیتور از حافظه استفاده می‌شود. این نوع حافظه از نوع سرعت بالا است که امکان آدرس دهی مستقیم از طریق CPU در آن وجود دارد. اطلاعاتی که برای نمایش از طرفCPU به کارت گرافیک ارسال می‌شود به داخل این حافظه منتقل می‌شود. هر چه سرعت و حجم این حافظه بیشتر شود مقدار تفکیک‌پذیری (رزولوشن) و تعداد رنگ قابل نمایش توسط کارت گرافیک بیشتر خواهد شد.
انواع حافظه کارت گرافیک
حافظه DRAM
از نوع خازنی که امکان خواندن و نوشتن هم‌زمان در آن وجود ندارد. در کارت‌هایی که از این نوع حافظه استفاده می‌کنند. امکان تنظیم‌های بالای گرافیکی وجود ندارد. از این نوع حافظه در کارت گرافیکی ارزان قیمت استفاده می‌شود.
حافظه VRAM
این نوع حافظه از انواع حافظه دوگذرگاهی است لذا در این نوع حافظه امکان انجام عمل نوسازی و تجدید اطلاعات گرافیکی وجود دارد. مهم‌ترین خصوصیات این نوع حافظه‌ها این است که امکان خواندن و نوشتن هم‌زمان اطلاعات در آن وجود دارد. نمونه‌های پیشرفته این نوع حافظه WRAM است که دارای پهنای باند و راندمان بیشتری نسبت به VRAM دارد.

## درگاه
کارت‌های ویدئو می‌توانند درگاه‌های زیادی برای خروجی دهی اطلاعات گرافیکی داشته باشند، اما نوعاً آن‌ها حداقل یک درگاه VGA دارند. یک درگاه VGA با کانکتور D-Sub ۱۵ پین برای خروجی دهی به یک مونیتور آنالوگ(CRT) مورد استفاده قرار می‌گیرد.

## درگاه S-Video
بیشتر کارت‌های ویدئو همچنین یک درگاه S-Video(تصویر عالی) برای خروجی دادن به یک تلویزیون یا ویدئو دارند. کارت‌های چند رسانه‌ای می‌توانند درگاه‌های این چنینی زیادی برای تنظیمات پیچیده داشته باشند که عمل تبدیل و ویرایش فیلم پیشرفته را انجام می‌دهند.

## درگاه DVI (رابط تصویری دیجیتال)
بیشتر کارت‌های ویدئو یک درگاه DVI-I (رابط تصویری دیجیتال) دارند که خصوصاً برای خروجی دادن به یک مونیتور که از سیگنال دیجیتال استفاده می‌کند، طراحی شده‌است. DVI-I مطابق استاندارد DVI توسط گروه کاری نمایشگر دیجیتال ایجاد شده‌است که یک روش استاندارد برای حفظ یک سیگنال دیجیتال ترسیم شده‌است که یک سیگنال آنالوگ نیاز دارد و محبوب و کم هزینه است. بیشتر کارت‌های ویدئو با درگاه VDI-I همچنین یک درگاه استاندارد VGA دارند و بنابراین دو وظیفه بر عهده دارند، تحویل یک سیگنال آنالوگ به درگاه VGA و یک سیگنال دیجیتال به یک درگاه DVI-I.

## فَن (پروانهٔ خنک‌کننده)
یک پردازنده کارت ویدئو تعداد بیشماری از محاسبات را انجام می‌دهد و همچنین میزان زیادی گرما تولید می‌کند. فن برای خارج نمودن حرارت از پردازنده مورد استفاده قرار می‌گیرد.

## واحد پردازش گرافیکی (واحد پردازش گرافیکی)
GPU پردازنده کمکی متفاوت است از این حیث که آن قدرتمند تر بوده و محاسبات ویژه در پردازش گرافیک سه‌بعدی همچون سطوح سه بعدی، سایه زنی و بافت زنی را اجرا می‌نماید.
در سیستم‌های قدیمی عمل پردازش رنگ Pixelها توسط cpu انجام می‌شود که این عمل سبب می‌شود که یک مقدار زیادی از وقت آن صرف پردازش رنگ پیکسل‌ها شود. با پیشرفت مانیتور و فراهم شدن رنگ‌های مختلف برای پیکسل‌ها وجود یک کمک پردازنده یا پردازندهٔ گرافیکی که بتواند به cpu کمک کند، ضرورت پیدا کرد. GPU روی کارت گرافیک قرار می‌گیرد و عمل پردازش رنگ پیکسل‌ها را انجام می‌دهد. GPU مانند CPU به دلیل انجام عملیات پردازشی، گرمای زیادی تولید می‌کند به همین دلیل بر روی ان خنک‌کننده قرار می‌دهند.

## PCB (فیبر مدارچاپی)
PCB یک صفحه فیبری یا پلاستیکی است که قطعات کارت ویدئو را نگه می‌دارد که آن‌ها توسط خطوط در سطح فیبر به هم متصل شده‌اند. شکل فیبر بسته به طرح به‌خصوص برای کارایی افزایش یافته، است. بیشتر فیبر مدارچای کارت‌ها از سیستم ATX(تکنولوژی پیشرفته) پیروی می‌نمایند.
در سیستم‌های قدیمی عمل پردازش رنگ Pixelها توسط cpu انجام می‌شود که این عمل سبب می‌شود که یک مقدار زیادی از وقت آن صرف پردازش رنگ پیکسل‌ها شود. با پیشرفت مانیتور و فراهم شدن رنگ‌های مختلف برای پیکسل‌ها وجود یک کمک پردازنده یا پردازندهٔ گرافیکی که بتواند به cpu کمک کند، ضرورت پیدا کرد.
GPU روی کارت گرافیک قرار می‌گیرد و عمل پردازش رنگ پیکسل‌ها را انجام می‌دهد. GPU مانند CPU به دلیل انجام عملیات پردازشی، گرمای زیادی تولید می‌کند به همین دلیل بر روی ان خنک‌کننده قرار می‌دهند.

## خطوط
خطوط مسیرهای فلزی هستند که جریان الکتریکی را هدایت می‌نمایند و قطعات کارت را به هم مرتبط می‌سازند.

## BUS
BUS رابط کارت گرافیک است. آن باعث یک ارتباط فیزیکی کارت با مادربرد رایانه می‌گردد. بیشتر مدل‌های معمول امروزی از نوع AGP (درگاه گرافیک شتاب یافته) و AGP Pro می‌باشند. هنوز کارت‌های بسیاری می‌باشند که از نوع PCI(اتصال اجزا جانبی) می‌باشند اما این‌ها در شرف از رده خارج شدن می‌باشند. AGP منطبق بر PCI است و برای همسان کردن سرعت‌های پردازش سریع برای انیمیشن و گرافیک سه بعدی طراحی شده‌است. درعوض مطابقت با CPU رایانه برای پردازش داده با یک باس PCI، یک کارت ویدئوی AGP شامل چیپ پردازنده خود(GPU) است. این امکان ایجاد سیگنال‌های گرافیکی را در خود کارت می‌دهد که به نوبه خود CPU رایانه دیگر عملیات را انجام می‌دهد. کارت ویدئوی AGP سرعتی برابر با ۶۶ مگاهرتز دارد. اما سرعت اجرا توسط تعداد انتقال‌هایی مورد سنجش قرار می‌گیرد که کارت در حین یک سیکل انجام می‌دهد. AGP 1X یک سیگنال را در هر سیکل انتقال می‌دهد و نرخ تبدیل ۲۶۶ مگابایت در ثانیه را دارد. AGP 4X در حال حاضر به صورت گسترده مورد استفاده قرار می‌گیرد و نرخ تبدیلی برابر با ۱۰۶۶ مگابایت در ثانیه را دارد. اما AGP 8X به میزان دوبرابر است. کارت ویدئو در این مقاله یک باس ۴X/2X AGP دارد. AGP Pro یک مدل پیشرفته از AGP است که برای ارائه ۴ زمان قدرت رابط AGP استاندارد طراحی شده‌است. به جهت انتقال این مقدار قدرت، کارت AGP Pro نیاز به یک شکاف AGP Pro دارد همچنین دو شکاف PCI مجاور هم بر روی مادربرد. چون این کارت از عهدهٔ این میزان سرعت بر بیاید، می‌تواند قدرتی بیشتر از ۱۱۰ وات تولید کند.

## خنک‌کننده
گاهی یک یا چند خنک‌کننده به‌علاوه یا به‌جای فن مورد استفاده قرار می‌گیرد. خنک‌کننده‌ها نیاز به فضای سطح زیادی دارند و برای جذب حرارت اضافی تولید شده توسط GPU طراحی شده‌اند. GPU نیز مانند CPU به دلیل انجام عملیات پردازشی، گرمای زیادی را تولید می‌کند به همین دلیل بر روی آن خنک‌کننده قرار می‌دهند در نمونه‌های پیشرفته همراه با Head sink لوله‌های روغن در گردش جهت خنک کردن GPU استفاده می‌گردد.